# ديفيد مور
ديفيد مور (بالإنجليزية: David Moore)‏ (4 أبريل 1985 في المملكة المتحدة - ) هو لاعب كرة قدم بريطاني في مركز الهجوم. لعب مع نادي بوري ونادي هايد إف سي وويغان أتلتيك وأشتون يونايتد ونادي تشورلي وCurzon Ashton F.C. ‏ ونادي ستاليبريدج سيلتيك وFlixton F.C. ‏.

## وصلات خارجية
- ديفيد مور على موقع قاعدة بيانات كرة القدم.إي يو (الإنجليزية)
- ديفيد مور على موقع Soccerbase.com (لاعب) (الإنجليزية)